# Ein Richter sieht rot
Ein Richter sieht rot (Originaltitel The Star Chamber) ist ein US-amerikanischer Justiz-Thriller aus dem Jahr 1983, der das Thema Idealismus und Selbstjustiz thematisiert. Er wurde von Peter Hyams nach einem Drehbuch von Roderick Taylor inszeniert. Die Hauptrollen spielen Michael Douglas und Hal Holbrook.

## Handlung
Der idealistische Richter Hardin arbeitet an einem Gericht für Strafverfahren in Los Angeles. Er ist frustriert, da er immer wieder mutmaßliche Straftäter wegen Verfahrensfehlern laufen lassen muss. So musste er z. B. einen Revolver, der bei vier verschiedenen Morden benutzt worden war, als Beweismittel ablehnen, da die Polizeibeamten diesen aus dem Müll des Verdächtigten, als dieser in der Schüttmulde eines Müllfahrzeuges lag, entnommen hatten. Müll gilt nicht nur in der Mülltonne (was die Polizisten wussten), sondern auch noch in der Schüttmulde als Privatbesitz und darf ohne richterlichen Durchsuchungsbeschluss nicht durchsucht werden.
Ein Fall beschäftigt ihn besonders: Zwei Männer sind wegen der Vergewaltigung und Ermordung eines zehnjährigen Jungen angeklagt. Die Männer waren nachts von zwei Polizisten angehalten worden, als sie langsam in ihrem Lieferwagen eine Straße entlangfuhren, da die über Funk angeforderte Überprüfung des Kennzeichens ergeben hatte, dass unbezahlte Strafzettel vorlägen. Während der Kontrolle der Papiere des Fahrers glaubte einer der Polizisten, Marihuana gerochen zu haben, woraufhin der zweite Polizist den Wagen durchsuchte und einen blutigen Kinderschuh fand, der später im Prozess als Beweismittel dient. In Wirklichkeit gab es im Wagen kein Marihuana und auch die Strafzettel waren längst bezahlt. Die Polizisten hätten also nicht das Recht gehabt, die beiden festzuhalten und den Wagen zu durchsuchen. Aus diesem Grund muss Richter Hardin das Beweismittel „blutiger Kinderschuh“ als unzulässig ablehnen.
Hardin ist verzweifelt, als der Vater des ermordeten Jungen versucht, die beiden Angeklagten im Gerichtssaal umzubringen. Der Vater schießt allerdings daneben und trifft einen Polizisten. Danach wird er ins Gefängnis eingeliefert. Von ihm erfährt Hardin bei einem Besuch, dass ein weiterer Junge von Sexualverbrechern ermordet wurde und dass dieser Mord von Hardin mitzuverantworten sei. Der Vater begeht kurze Zeit später Selbstmord.
Hardin spricht mit seinem Kollegen, dem älteren Richter Caulfield und erzählt ihm von seiner Verzweiflung. Caulfield erzählt ihm von einer Geheimorganisation: Eine Gruppe von Richtern, die derartige Fälle aufgreift, um außerhalb des Gesetzes Gerechtigkeit zu schaffen.
Richter Hardin nimmt an einer Sitzung des Bundes teil und präsentiert den Fall der mutmaßlichen Kindermörder. Die geheime Gruppe befindet die beiden einstimmig für schuldig und beauftragt einen Killer, um die beiden ermorden zu lassen. Kurz darauf erfährt Hardin, dass die beiden vermeintlichen Täter unschuldig sind. Die wahren Täter hatten den Wagen gestohlen, die Kinderleiche darin transportiert und das Fahrzeug später wieder dort abgestellt, wo es vor dem Diebstahl stand, sodass die beiden Beschuldigten weder den zeitweiligen Verlust ihres Fahrzeugs noch den darin vergessenen, blutigen Kinderschuh bemerkten.
Hardin informiert die geheime Kammer über den Irrtum. Doch die Mitglieder der Kammer weigern sich, den Auftragsmörder zurückzupfeifen. Sie erklären dem entsetzten Hardin, dass sie nur über einen Mittelsmann mit dem Killer in Kontakt treten könnten und es zu spät sei. Abgesehen davon hätten die beiden unschuldig Verdächtigten wegen ihrer Vorstrafen den Tod so oder so verdient. Hardin solle sich nicht so anstellen. Sinngemäß wird ihm mitgeteilt, dass, wo gehobelt wird, eben auch mal Späne fallen würden.
Hardin macht den anderen deutlich, dass er dies nicht mit seinen Moralvorstellungen vereinbaren kann. Caulfield macht ihm klar, dass der Geheimbund alles tun werde, um sich selbst vor Strafverfolgung zu schützen. Hardin sucht Detective Lowes in einem Lokal auf, um von ihm den Aufenthaltsort der zum Tod Verurteilten zu erfahren und sie zu warnen. Hardin wird von den beiden jedoch angegriffen. Doch bevor sie ihn zu Tode prügeln können, taucht der als Polizist verkleidete Auftragsmörder auf und erschießt sie. Dann richtet er seine Waffe auf Hardin – offensichtlich hat die geheime Kammer ihm mitgeteilt, dass auch Hardin getötet werden müsse, um einen Zeugen loszuwerden – aber in letzter Sekunde wird der Killer von Lowes erschossen und Hardin gerettet.
In der Schlussszene sieht man, wie Detective Lowes und Hardin ein geheimes Treffen der Kammer abhören. Lowes hat dadurch genug Beweismittel, um ihre Mitglieder festnehmen zu lassen.

## Kritiken
- Das Lexikon des internationalen Films schreibt: „Selbstjustiz-Film à la ‚Ein Mann sieht rot‘ auf höherer Ebene. Der halbherzige Schluß hebt die zweifelhafte Tendenz nicht auf. Konventionell inszeniert, schauspielerisch schwach.“[1]

- Die Filmzentrale schreibt: „Das könnte auch viel schlimmer sein. Der Film gibt sich einige Mühe, sich von den bekannten Selbstjustiz-Filmen abzusetzen, für die er durch den deutschen Verleihtitel wieder vereinnahmt wird. Nachdem er Verbrecher, deren Schuld zweifelsfrei nachgewiesen scheint, aus formaljuristischen Gründen freilassen mußte, schließt sich Richter Hardin einer geheimen Strafkammer an, zu der sich Richter mit ähnlichen Erfahrungen zusammengetan haben. […] Mit der Absage an die Selbstjustiz – nach vorangegangenen Gewissensqualen des aufrechten Richters – macht der Film seine Ideologie gerade noch erträglich, doch kommt er den Charles-Bronson-Rachephantasien auch gefährlich nahe: die Kriminellen sind halt doch eher ‚Ungeziefer‘ (Dialogstelle) als Menschen und bei den hanebüchen konstruierten Beispielsfällen schürt er erst einmal kräftig Empörung über eine liberale Rechtsprechung. Kein Gedanke daran, daß diese auch Reaktion auf massive Übergriffe bei der Strafverfolgung sein könnte oder daß gegenüber schwer erträglichen Freisprüchen Verurteilungen um jeden Preis nicht nur bei amerikanischen Gerichten das größere Problem sein dürften. Gleichwohl tut der Film beharrlich so, als ob er zu den weitgehend von ihm selbst aufgebauten Problemen Gewichtiges mitzuteilen hätte, und das ziemlich unbeholfene Drehbuch verschenkt viele Möglichkeiten, die die Geschichte von der parallelen Justiz hätte. Viel besser gelungen sind die Action-Sequenzen des Films, etwa die Verfolgung durch ein labyrinthisches Lagerhaus am Schluß. Es bleibt aber doch der Eindruck einer etwas mühsam auf Kinoformat gebrachten Episode einer TV-Serie – ein Eindruck, der sich schon am Anfang einstellt, als dem Film nichts Besseres einfällt, als für die Entwicklung der Story auf die Nachrichten eines Fernsehansagers zurückzugreifen.“[2]

- Die Filmkritikerin Janet Maslin von der New York Times ist über den Film enttäuscht. Er habe zwar ein sehr gutes Ensemble, eine gute Intention und sei unterhaltend, jedoch sei die Konstruktion der Handlung unglaubwürdig. Auch die Actionszene am Schluss sei überflüssig.[3]

- Der Filmkritiker Roger Ebert ist auch von diesem Film enttäuscht. Er lobt den starken und spannenden Aufbau des Films. Nach der Einleitung entwickle sich dieser jedoch zu einem Standardthriller mit abgenutzten Zutaten eines Actionfilms. Aber nicht einmal an die Regeln eines Thrillers halte sich der Film, als der Detective zum Schluss den Killer erschießt, ohne eigentlich wissen zu können, ob sein Handeln rechtens ist.[4]

## Juristische Genauigkeit
Zu Beginn des Films muss Hardin Kriminelle laufenlassen, die eine Waffe in einem Müllwagen versteckt hatten. Der Film entsprach der Rechtslage zum Zeitpunkt des Films (1983). In der Entscheidung California v. Greenwood (1988) 486 U.S. 35, hob der United States Supreme Court diese Rechtsauslegung auf. Ebenfalls korrekt war die Entscheidung hinsichtlich der Durchsuchung des Fahrzeugs der beiden mutmaßlichen Mörder. Im Fall United States v. Leon (1984) 468 U.S. 897, modifizierte der United States Supreme Court diese Praxis dahingehend, dass Beweise dann verwendet werden dürfen, wenn Gutgläubigkeit bei der Polizei vorlag.

## Hintergrund
- Der Film heißt im Original The Star Chamber. Die Star Chamber war ein historischer englischer Gerichtshof (1398–1641), welcher die Funktion eines Obersten Gerichtshofes einnahm. Dieser Gerichtshof wurde zunehmend von englischen Königen benutzt, um auf „legalem“ Wege politische Interessen durchzusetzen.
- Der Film hatte in den Vereinigten Staaten ein Einspielergebnis von 5,5 Mio. US-Dollar.[5]
- Der Spielfilm Pakt der Rache (2011) hat ebenfalls eine Selbstjustizorganisation, deren Gerechtigkeitsempfinden aus dem Ruder läuft, als Grundhandlung.